# Nangy
Nangy és un municipi francès situat al departament de l'Alta Savoia i a la regió d'Alvèrnia-Roine-Alps. L'any 2007 tenia 1.159 habitants.

## Demografia

### Població
El 2007 la població de fet de Nangy era de 1.159 persones. Hi havia 480 famílies de les quals 127 eren unipersonals (73 homes vivint sols i 54 dones vivint soles), 142 parelles sense fills, 165 parelles amb fills i 46 famílies monoparentals amb fills.
La població ha evolucionat segons el següent gràfic:
Habitants censats

### Habitatges
El 2007 hi havia 646 habitatges, 481 eren l'habitatge principal de la família, 18 eren segones residències i 146 estaven desocupats. 369 eren cases i 275 eren apartaments. Dels 481 habitatges principals, 340 estaven ocupats pels seus propietaris, 130 estaven llogats i ocupats pels llogaters i 12 estaven cedits a títol gratuït; 2 tenien una cambra, 80 en tenien dues, 73 en tenien tres, 100 en tenien quatre i 227 en tenien cinc o més. 449 habitatges disposaven pel capbaix d'una plaça de pàrquing. A 177 habitatges hi havia un automòbil i a 281 n'hi havia dos o més.

### Piràmide de població
La piràmide de població per edats i sexe el 2009 era:
| Homes | Edats   | Dones |
| ----- | ------- | ----- |
| 0     | 95 o +  | 0     |
| 0     | 90 a 94 | 4     |
| 4     | 85 a 89 | 0     |
| 4     | 80 a 84 | 4     |
| 8     | 75 a 79 | 16    |
| 16    | 70 a 74 | 20    |
| 20    | 65 a 69 | 12    |
| 16    | 60 a 64 | 16    |
| 24    | 55 a 59 | 36    |
| 32    | 50 a 54 | 36    |
| 32    | 45 a 49 | 24    |
| 24    | 40 a 44 | 24    |
| 36    | 35 a 39 | 44    |
| 40    | 30 a 34 | 32    |
| 16    | 25 a 29 | 32    |
| 4     | 20 a 24 | 0     |
| 32    | 15 a 19 | 20    |
| 40    | 10 a 14 | 32    |
| 36    | 5 a 9   | 24    |
| 20    | 0 a 4   | 40    |

## Economia
El 2007 la població en edat de treballar era de 782 persones, 640 eren actives i 142 eren inactives. De les 640 persones actives 602 estaven ocupades (328 homes i 274 dones) i 37 estaven aturades (17 homes i 20 dones). De les 142 persones inactives 46 estaven jubilades, 41 estaven estudiant i 55 estaven classificades com a «altres inactius».

### Ingressos
El 2009 a Nangy hi havia 574 unitats fiscals que integraven 1.301,5 persones, la mediana anual d'ingressos fiscals per persona era de 24.031 €.

### Activitats econòmiques
Dels 70 establiments que hi havia el 2007, 1 era d'una empresa extractiva, 1 d'una empresa de fabricació de material elèctric, 1 d'una empresa de fabricació d'elements pel transport, 6 d'empreses de fabricació d'altres productes industrials, 9 d'empreses de construcció, 19 d'empreses de comerç i reparació d'automòbils, 1 d'una empresa de transport, 3 d'empreses d'hostatgeria i restauració, 3 d'empreses immobiliàries, 5 d'empreses de serveis, 20 d'entitats de l'administració pública i 1 d'una empresa classificada com a «altres activitats de serveis».
Dels 12 establiments de servei als particulars que hi havia el 2009, 2 eren tallers de reparació d'automòbils i de material agrícola, 2 paletes, 2 guixaires pintors, 2 fusteries, 2 lampisteries i 2 restaurants.
Dels 2 establiments comercials que hi havia el 2009, 1 era una botiga de més de 120 m² i 1 una joieria.
L'any 2000 a Nangy hi havia 4 explotacions agrícoles que ocupaven un total de 164 hectàrees.

## Equipaments sanitaris i escolars
El 2009 hi havia una escola elemental.

## Poblacions més properes
El següent diagrama mostra les poblacions més properes.